# Rostkov
Rostkov je malá vesnice v okrese Mladá Boleslav, je součástí obce Chocnějovice. Nachází se 1,9 kilometru severozápadně od Chocnějovic. Vesnicí protéká Malá Mohelka. V katastrálním území Rostkov leží také Buřínsko 2.díl a Ouč.

## Historie
První písemná zmínka o vesnici pochází z roku 1400.

## Pamětihodnosti
- Kříž stojí jižně od obce, u silnice na Podhoru, pp. 746/1

## Galerie

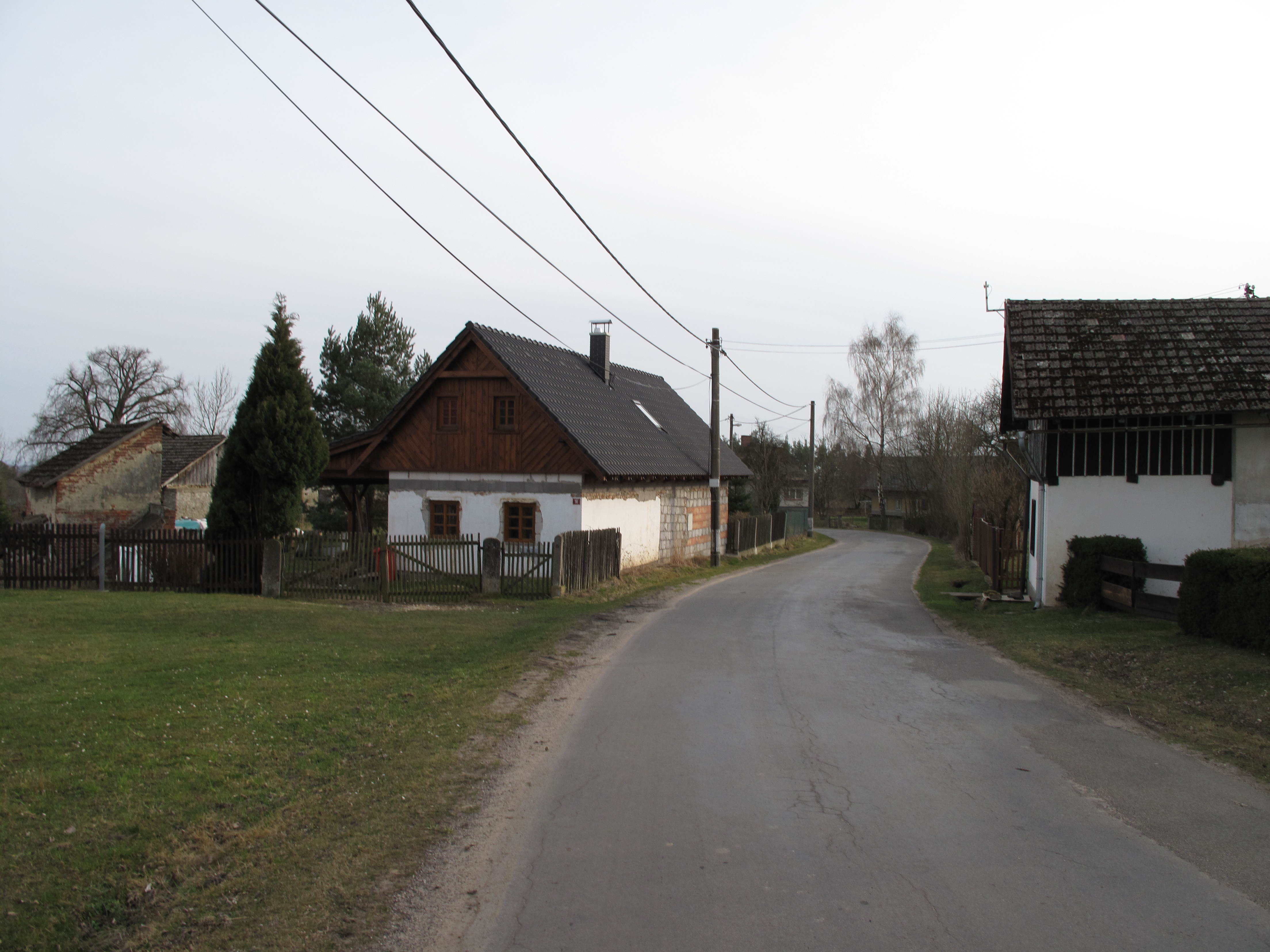
Dům u cesty
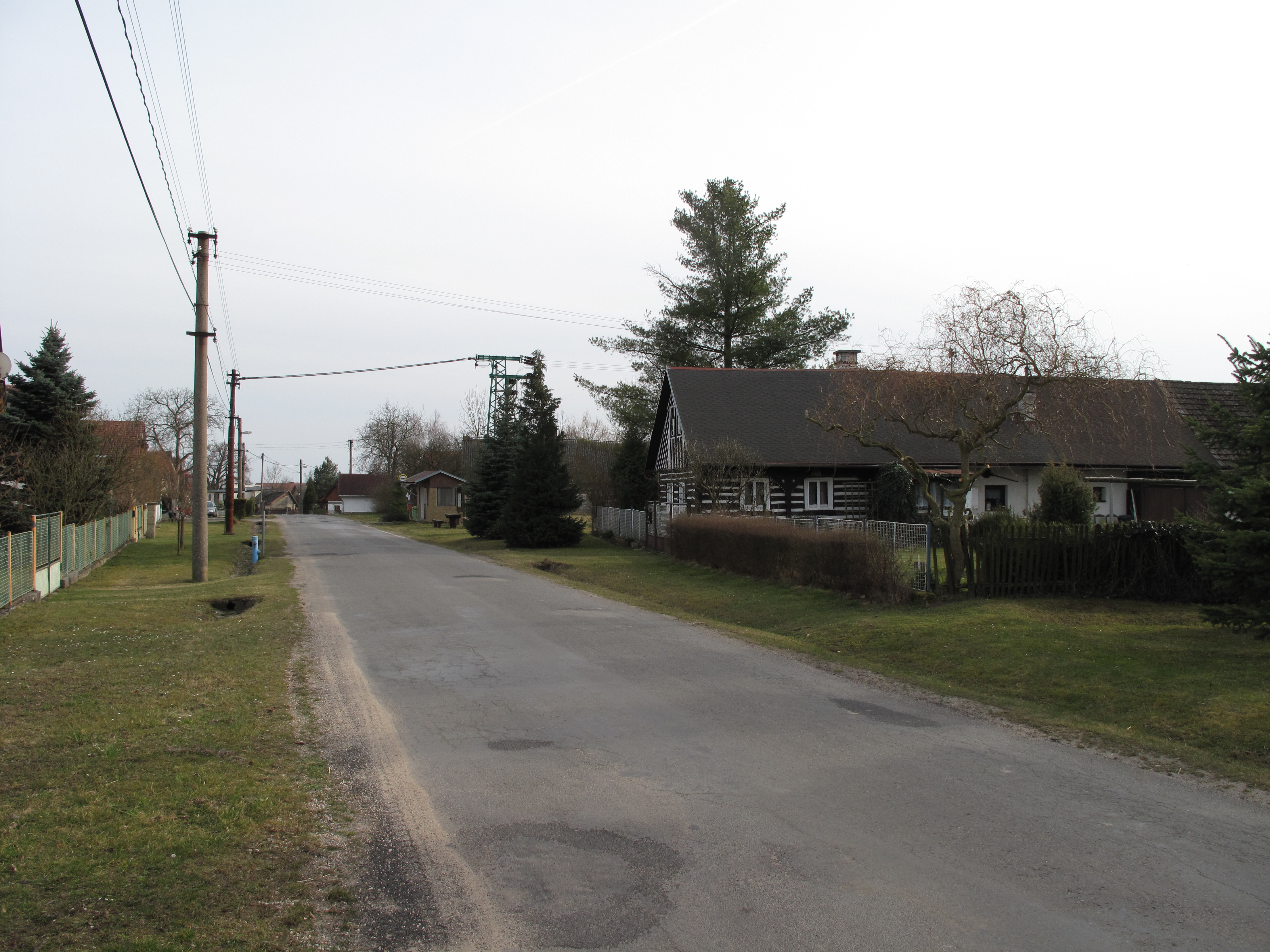
Centrum vsi
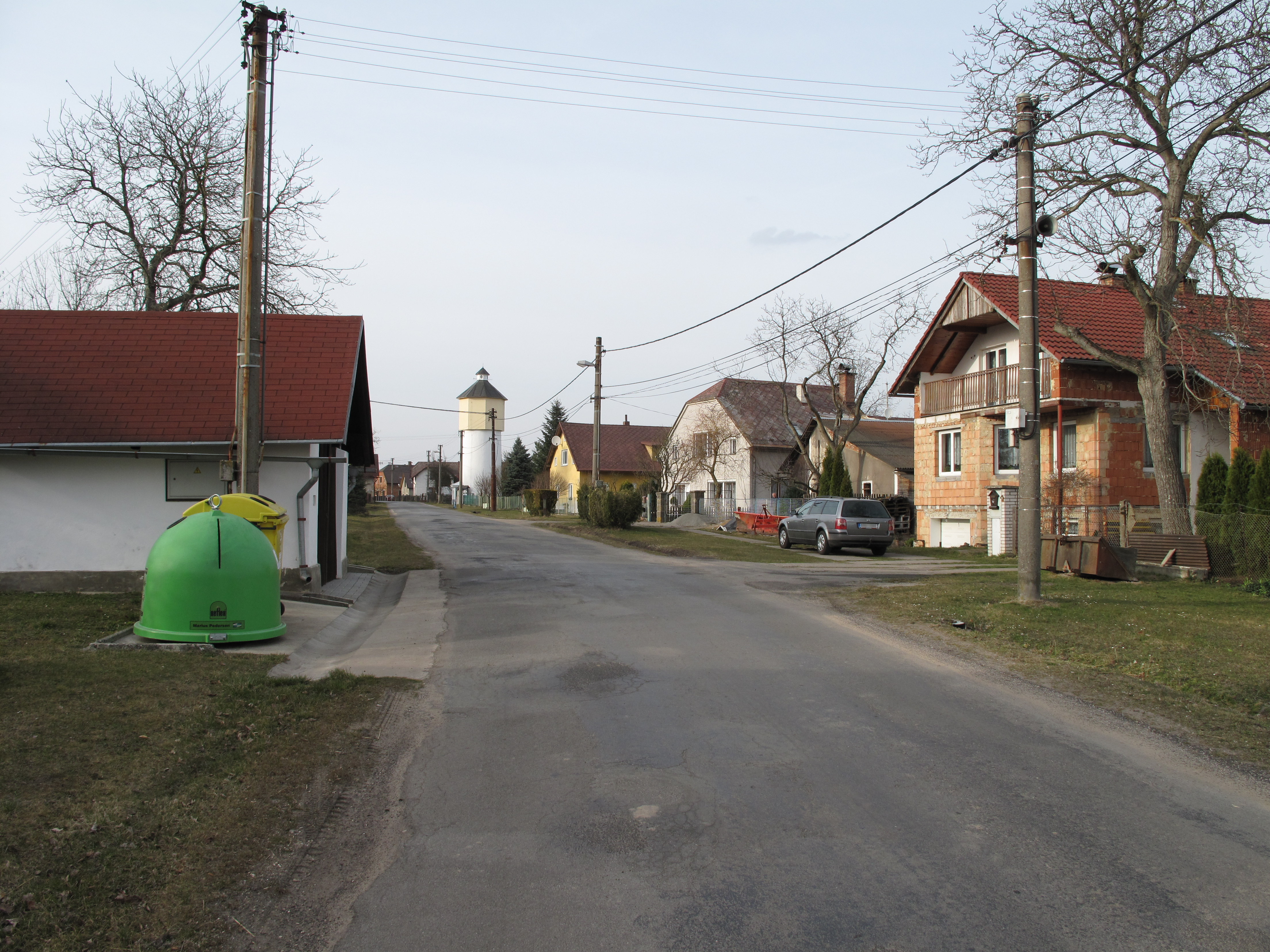
Domy u cesty